# Santo Ângelo
Santo Ângelo é um município brasileiro localizado no estado do Rio Grande do Sul. Pertence à mesorregião do Noroeste Rio-Grandense e à microrregião de Santo Ângelo. É o maior município da região das Missões, com 76.917 habitantes.
A "Capital das Missões", como é chamado, destaca-se como um centro de serviços públicos, por sediar vários órgãos das esferas estadual e federal. Terra com história riquíssima e belezas naturais e arquitetônicas, Santo Ângelo desponta novamente como um dos polos do Noroeste do Rio Grande do Sul, tendo a segunda maior população, ficando atrás apenas de Ijuí.

## História

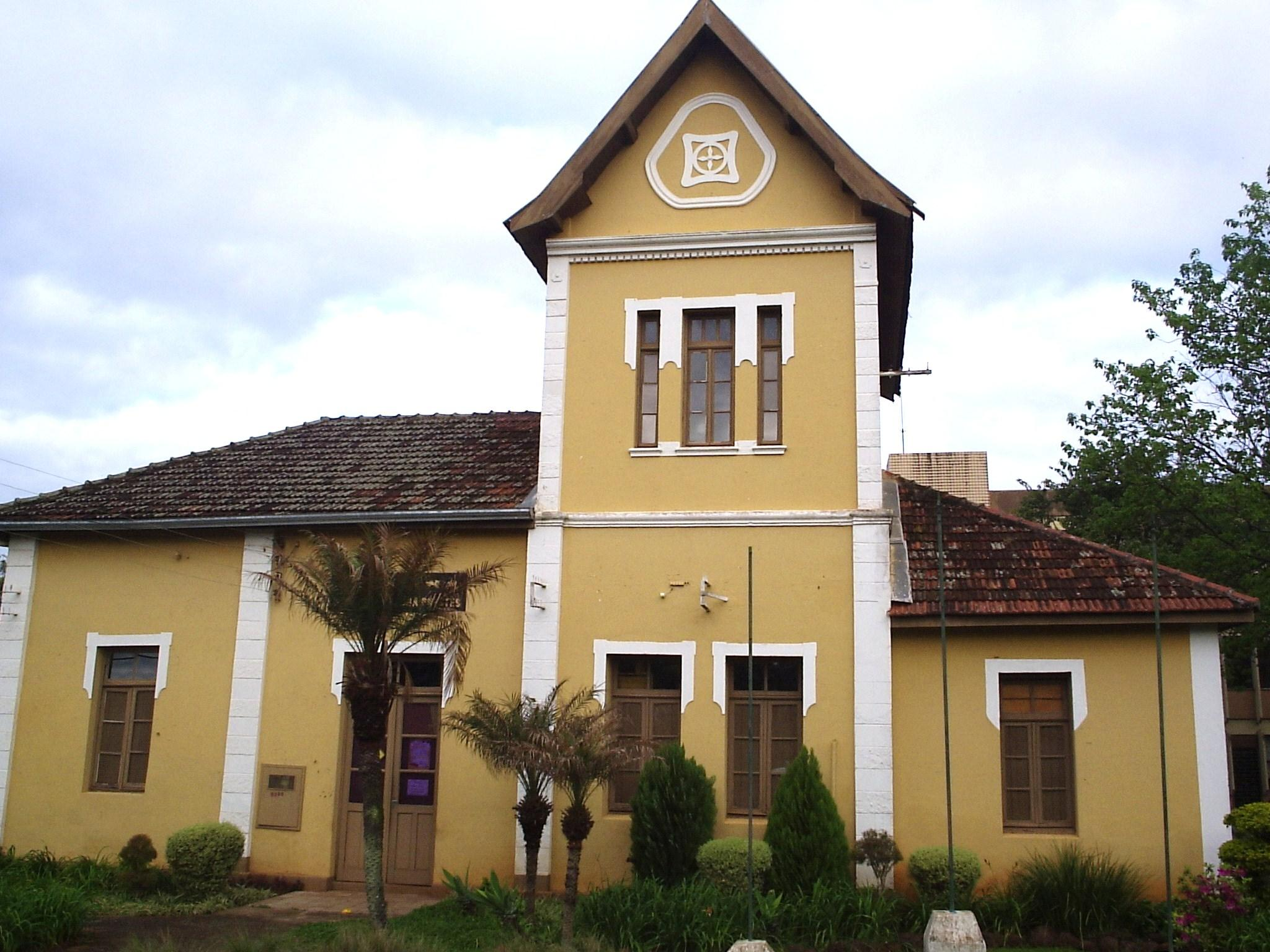
O prédio da antiga estação ferroviária, onde Luís Carlos Prestes planejou a Coluna Prestes, atualmente abriga valiosos materiais históricos.

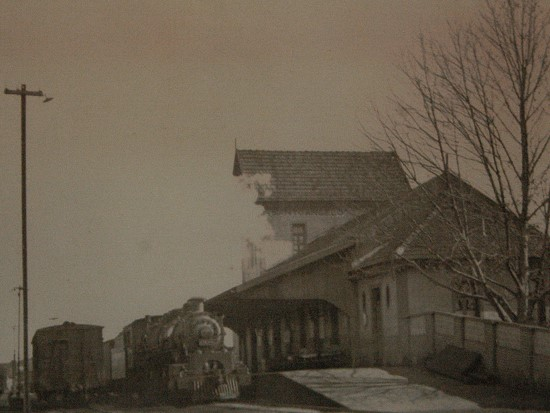
A chegada da ferrovia representou forte impulso para o desenvolvimento do município e da região.

Santo Ângelo faz parte dos chamados Sete Povos das Missões e suas origens remontam ao período espanhol, sendo parte dos povoados criados nos séculos XVII e XVIII por padres jesuítas espanhóis nos atuais territórios do Brasil, Argentina e Paraguai.
A redução de Santo Ângelo Custódio (ou Sant'Angel Custódio) foi fundada em 1706 pelo jesuíta belga Diogo de Haze. Foi a sétima redução do conjunto conhecido como Sete Povos das Missões. Acredita-se que primeiramente a redução foi instalada nas proximidades da forqueta dos rios Ijuí e Ijuizinho. Em 1707, teria sido transferida para o atual centro histórico da cidade.
A redução de Santo Ângelo Custódio foi consagrada ao Anjo Custódio das Missões, o protetor de todos os povos missioneiros, portanto era chamada também de Sant'Angel de la Guardia, como consta em alguns documentos espanhóis da época. Obteve grande desenvolvimento econômico e cultural, beirando os 8 mil habitantes no seu apogeu.
Destruída a partir de 1756 com a chamada Guerra Guaranítica, a região ficou abandonada por quase cem anos. Por volta de 1830 começaram a ser distribuídas sesmarias para paulistas, iniciando-se assim um repovoamento da região. Emancipada de Cruz Alta em 22 de março de 1873, Santo Ângelo possuía um vasto território, ultrapassando os 10 mil km² de área.
No final do século XIX grandes levas de imigrantes chegaram à Santo Ângelo. Alemães, italianos, poloneses, russos, holandeses, letões, entre outros grupos vindos da Europa. Foi ponto de partida da Coluna Prestes, movimento que atravessou o país lutando por melhores condições sociais.
Durante o século XX, especialmente no período entre os anos de 1930 e 1979, a cidade apresentou enorme desenvolvimento econômico e industrial, vindo a possuir mais de 90 mil habitantes. Nos anos 80, diversas emancipações ocorreram, retalhando o território de Santo Ângelo e reduzindo-o a menos de 10% do território original. Além das emancipações uma quebra geral nas indústrias locais provocou uma grande emigração.
No final da década de 1990 a cidade começa um processo de 'ressurreição'. A população que chegou a 90.000 habitantes voltou a aumentar, devido a reabertura de indústrias e à atração de novos investimentos.

## Geografia
Santo Ângelo situa-se na encosta ocidental do Planalto Médio Rio-Grandense, na Mesorregião do Noroeste Rio-Grandense, zona fisiográfica das Missões. Está localizada na bacia do rio Ijuí e, na interseção das coordenadas, 28°17'56" de latitude Sul e 54°15’46” de longitude Oeste, do meridiano de Greenwich. Está distante 459 km da capital gaúcha, Porto Alegre.
Limita-se ao Norte, com Giruá; ao Sul, com Entre-Ijuís e Vitória das Missões; a Leste e Nordeste, Catuípe; a Oeste, com Guarani das Missões; e a Noroeste, com Sete de Setembro.
Os principais cursos d'água que passam pela zona urbana os seguintes: arroio Itaquarinchim, arroio Santa Bárbara e arroio São João. Contornam Santo Ângelo os rios Ijuí e Comandaí, estes últimos tem maior vazão e volume de água. Outros cursos d'água menores, localizados exclusivamente na zona rural, são os seguintes: arroio Barbosa, arroio Buriti, arroio do Meio, arroio Pessegueiro, arroio Santa Tereza, arroio São José, lajeado Atafona, lajeado Barreiro, lajeado do Cerne, lajeado Grande, lajeado Micuim, lajeado das Pombas, lajeado da Potranca, lajeado Shultz e lajeado das Taipas.

## Administração

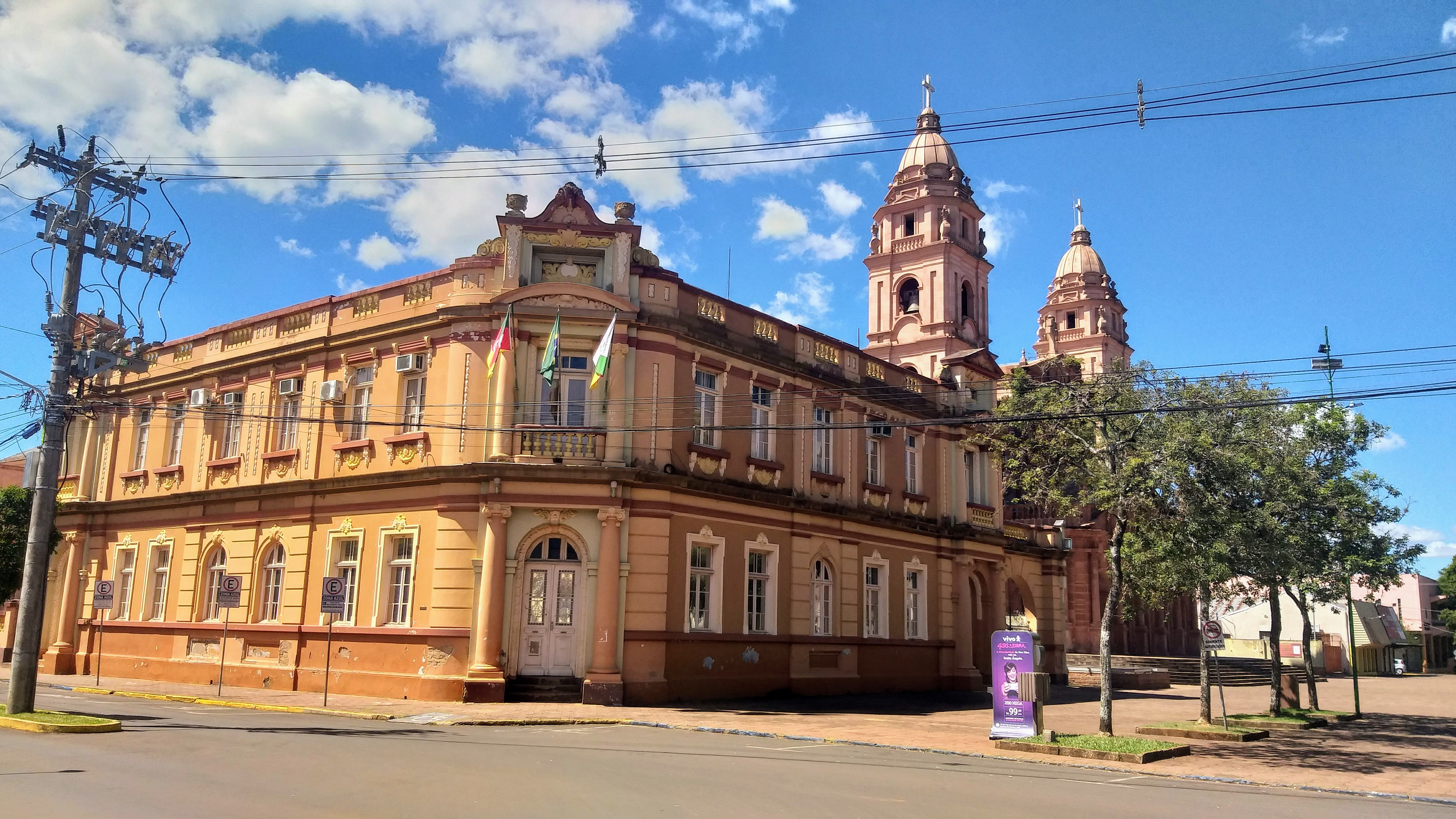
Centro Administrativo José Alcebíades de Oliveira, sede da Prefeitura Municipal de Santo Ângelo.

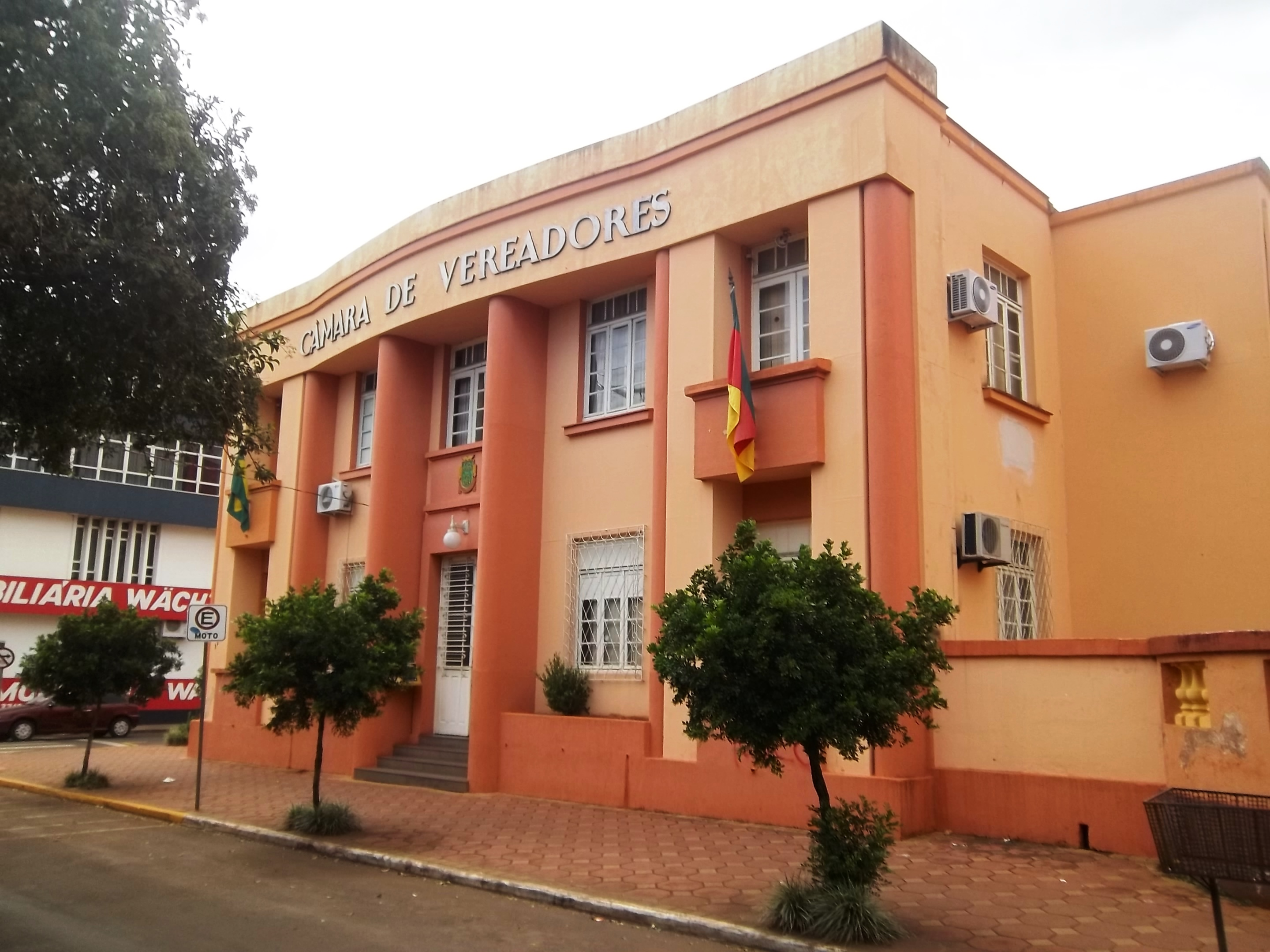
Câmara dos Vereadores de Santo Ângelo

A administração municipal é feita pelo prefeito com a ajuda dos secretários municipais. Para facilitar a comunicação do poder público com a população, existem os representantes dos núcleos comunitários da cidade e os sub-prefeitos do interior.

### Bairros
A cidade de Santo Ângelo possui cerca de 80 bairros. Os principais, com exceção do Centro, são os Bairros Pippi e Dytz, que juntamente com os bairros adjacentes, possui a maior aglomeração populacional da cidade.

### Distritos
O município está dividido em 14 distritos, além da sede. Os distritos são os seguintes: Buriti, Comandaí, Colônia Municipal, Rincão dos Mendes, Restinga Seca, Lajeado Cerne, Atafona, Ressaca da Buriti, Cristo Rei, Sossego, Rincão dos Roratos, União, Lajeado Micuim e Rincão dos Meotti.

## Demografia
O município de Santo Ângelo é o segundo mais populoso do Noroeste Rio-Grandense e o 27º mais populoso do Rio Grande do Sul. Segundo o IBGE, em julho de 2006, a população estimada de Santo Ângelo era de 80.117 habitantes. Em 2007, porém, a estimativa da população era de 73.800 habitantes. Em 2010, voltou a registrar aumento, com 76.304 habitantes, conforme dados do censo do IBGE .

## Cultura
O município possui uma rica cultura, graças à diversidade de etnias que se estabeleceram com a vinda dos imigrantes. As etnias que mais se destacam são de origem alemã, italiana, espanhola e portuguesa.

### Movimentos culturais
Os Centros de Tradições Gaúchas (CTGs) são os principais locais onde os tradicionalistas gaúchos se reúnem para cultivar e divulgar a cultura gaúcha. As etnias do município também mostram as suas tradições através de apresentações artísticas e eventos culturais.
São tradicionais os desfiles militar e estudantil de 7 de setembro e o desfile tradicionalista de 20 de setembro, que atraem milhares de pessoas para as ruas.

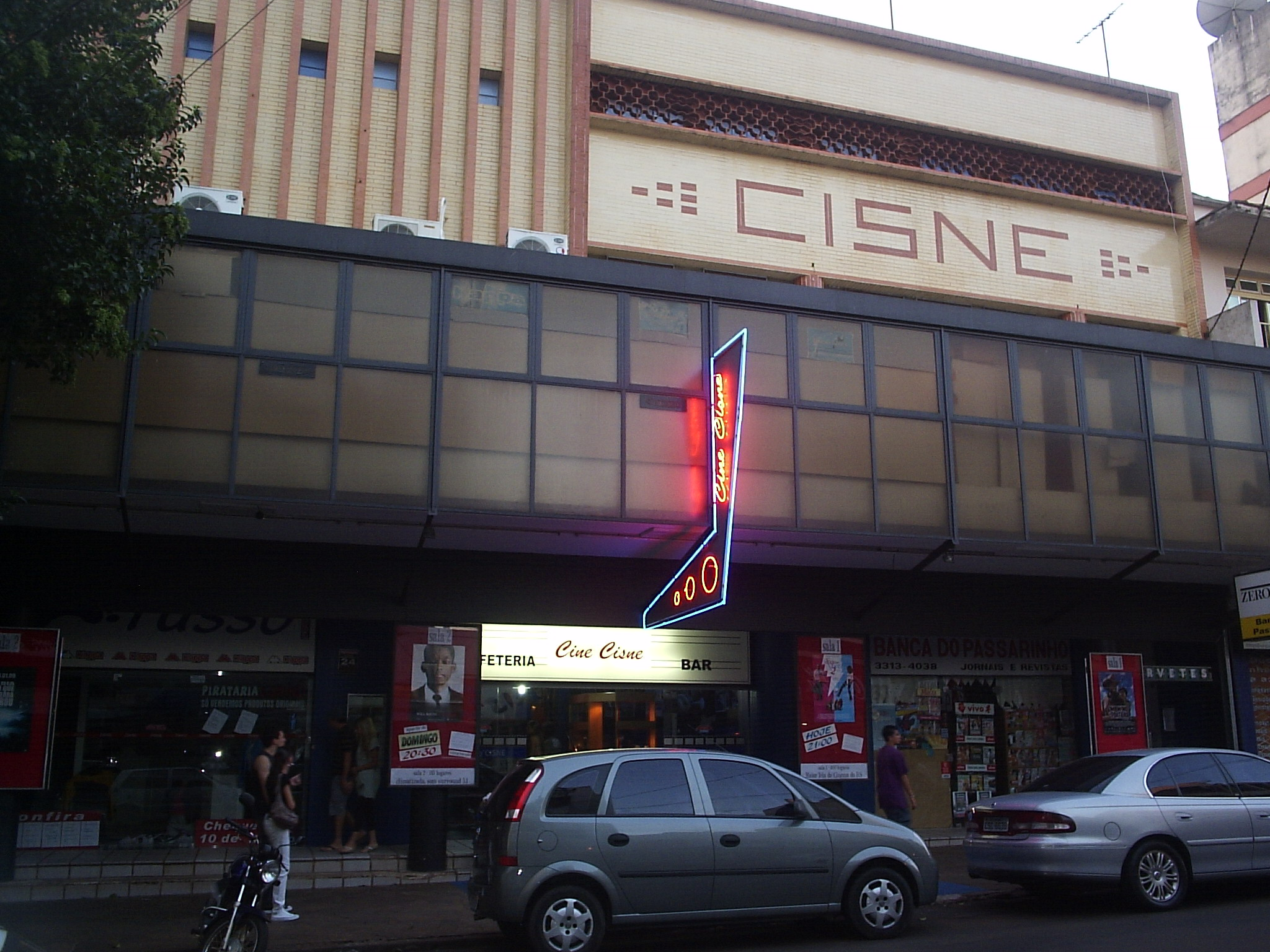
Fachada do Cine Cisne. Santo Ângelo, Rio Grande do Sul.

O Centro de Cultura de Santo Ângelo é um importante espaço cultural do município, sediando a Academia Santo-Angelense de Letras (ASLE)  e o Arquivo Histórico Municipal. Outro local cultural importante é o cinema Cine Cisne, que conta com a maior tela de exibição do estado.

### Museus

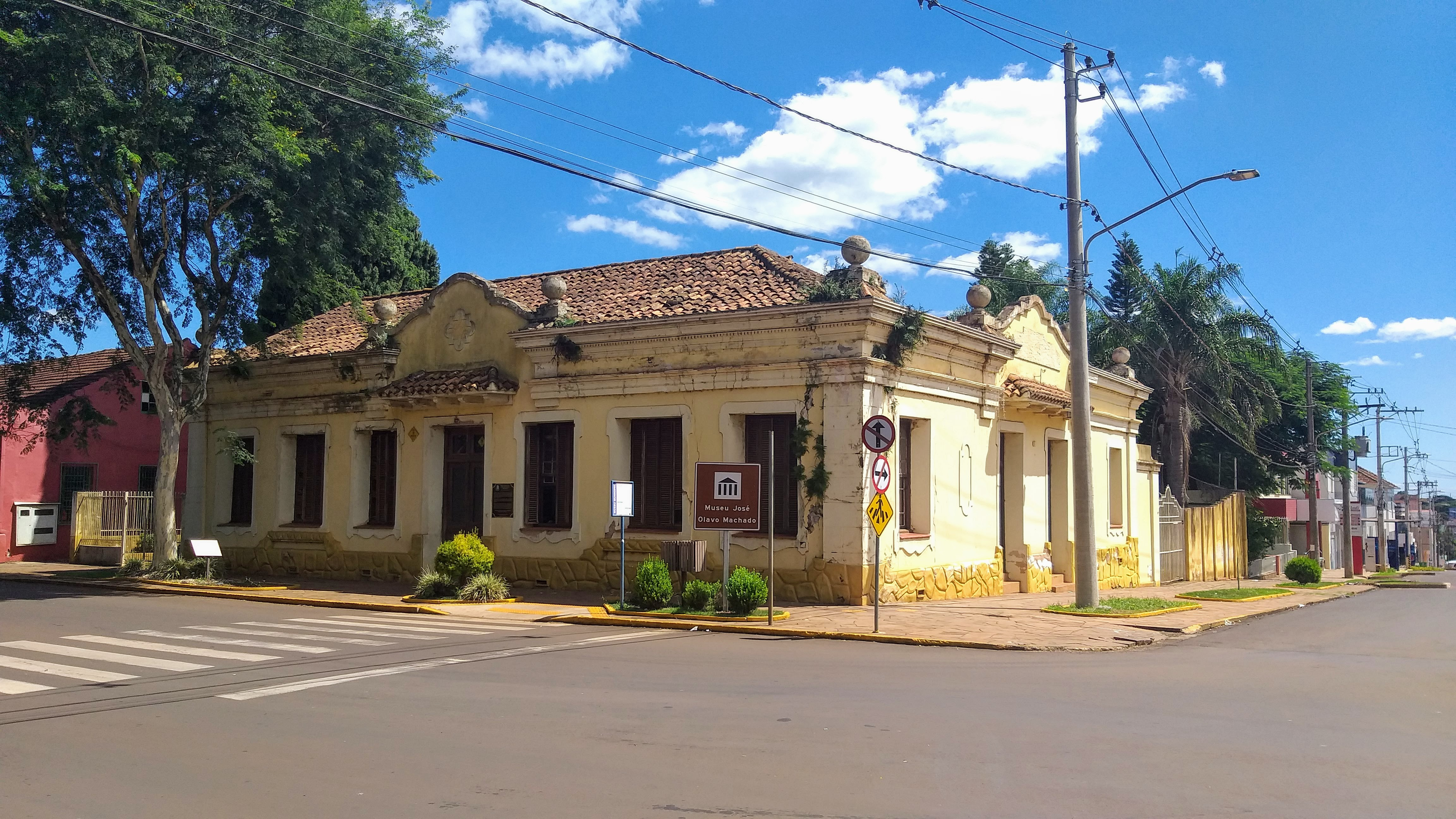
Pátio do Museu Municipal Dr. José Olavo Machado.

O principal museu da cidade é o Museu Municipal Dr. José Olavo Machado, localizado no centro histórico. O prédio onde está instalado o museu foi residência o último intendente e primeiro prefeito municipal, Dr. Ulysses Rodrigues.
Há ainda o Museu Marechal Rondon, localizado no 1.º Batalhão de Comunicações. Através de seu acervo, o museu relata a história do mais famoso indianista do século XX e, também, Patrono Nacional das Comunicações, Marechal Cândido Rondon.
Existe também o Museu Ferroviário, junto ao Memorial Coluna Prestes, que abriga objetos e fotos da antiga estação ferroviária do município.

## Economia

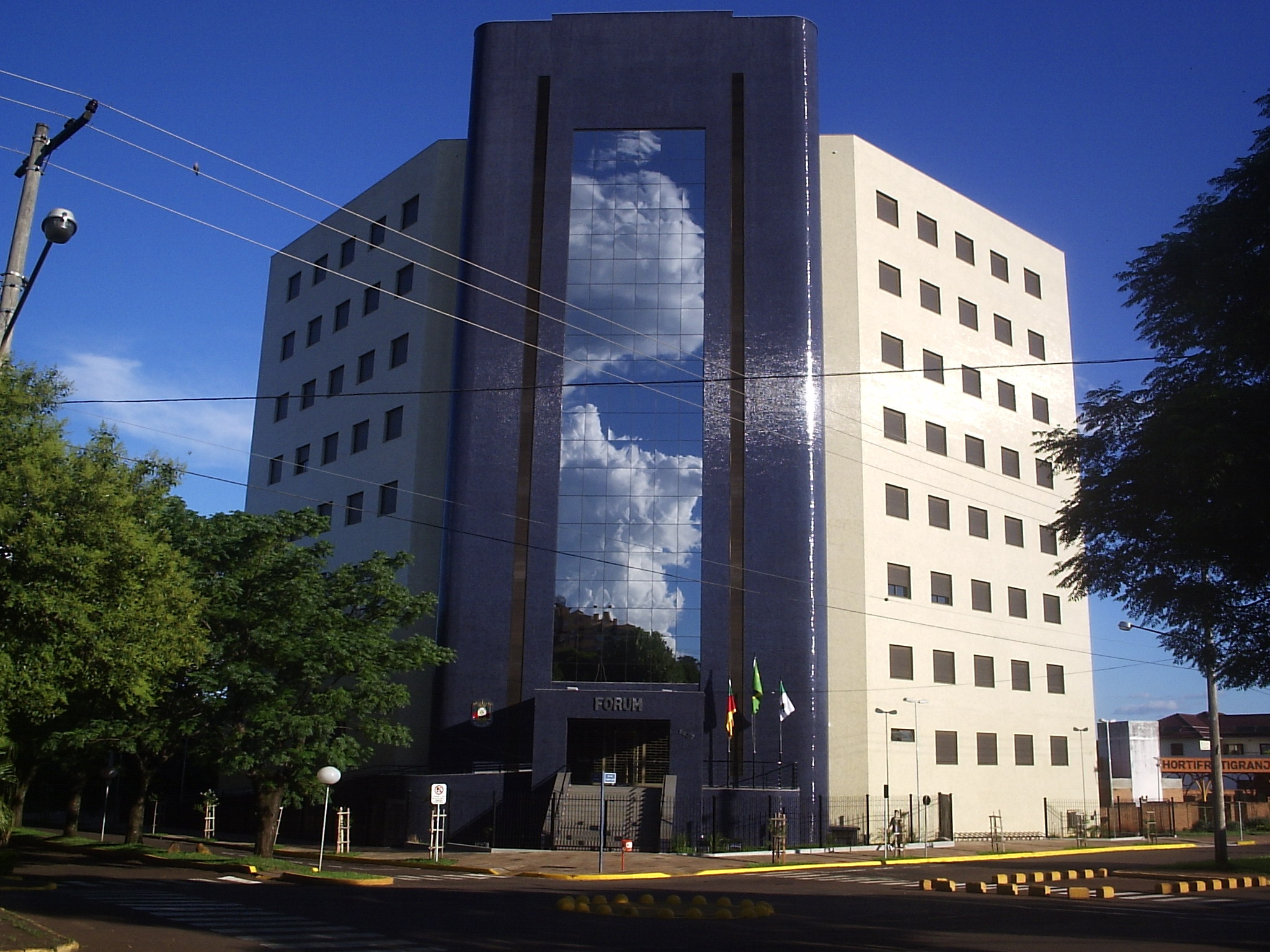
Santo Ângelo é referência no segmento de serviços públicos. Em destaque o Fórum, comarca de Santo Ângelo.

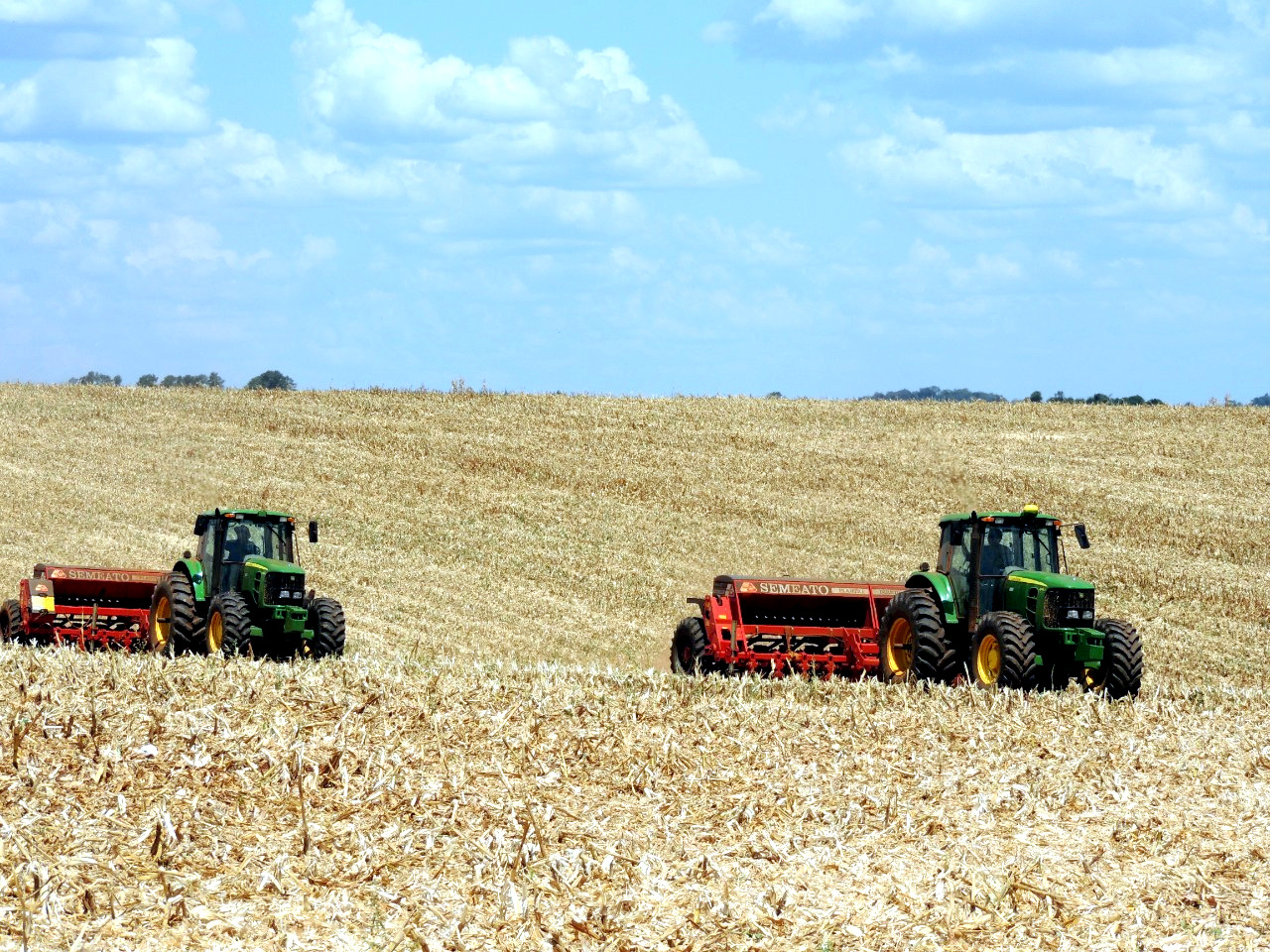
Tratores efetuando o plantio da segunda safra ou safrinha, no município de Santo Ângelo

A base da economia do município está na exploração agropecuária. Os principais produtos cultivados são soja, milho e trigo. Na pecuária, destacam-se as criações de bovinos e suínos.
A cidade possui um comércio bem estruturado, conta com inúmeras opções no setor de prestação de serviços, bons locais para entretenimento e lazer, boa gastronomia e hotelaria. O turismo é importante atividade econômica no município. Sendo estes setores responsáveis por 67,9% do Valor Agregado do Município.
O principal evento do município é a Fenamilho Internacional, que é uma feira de destaque estadual realizada a cada dois anos no Parque Internacional de Exposições Siegfried Ritter. Objetiva divulgar a produção agrícola, industrial e comercial do município, além de contar com atrações artístico-culturais e outros eventos paralelos. Além disso, existe a Feira da Agroindústria e da Agricultura Familiar e o Festival Cidade das Tortas, que buscam evidenciar o potencial econômico e gastronômico do município.

## Educação

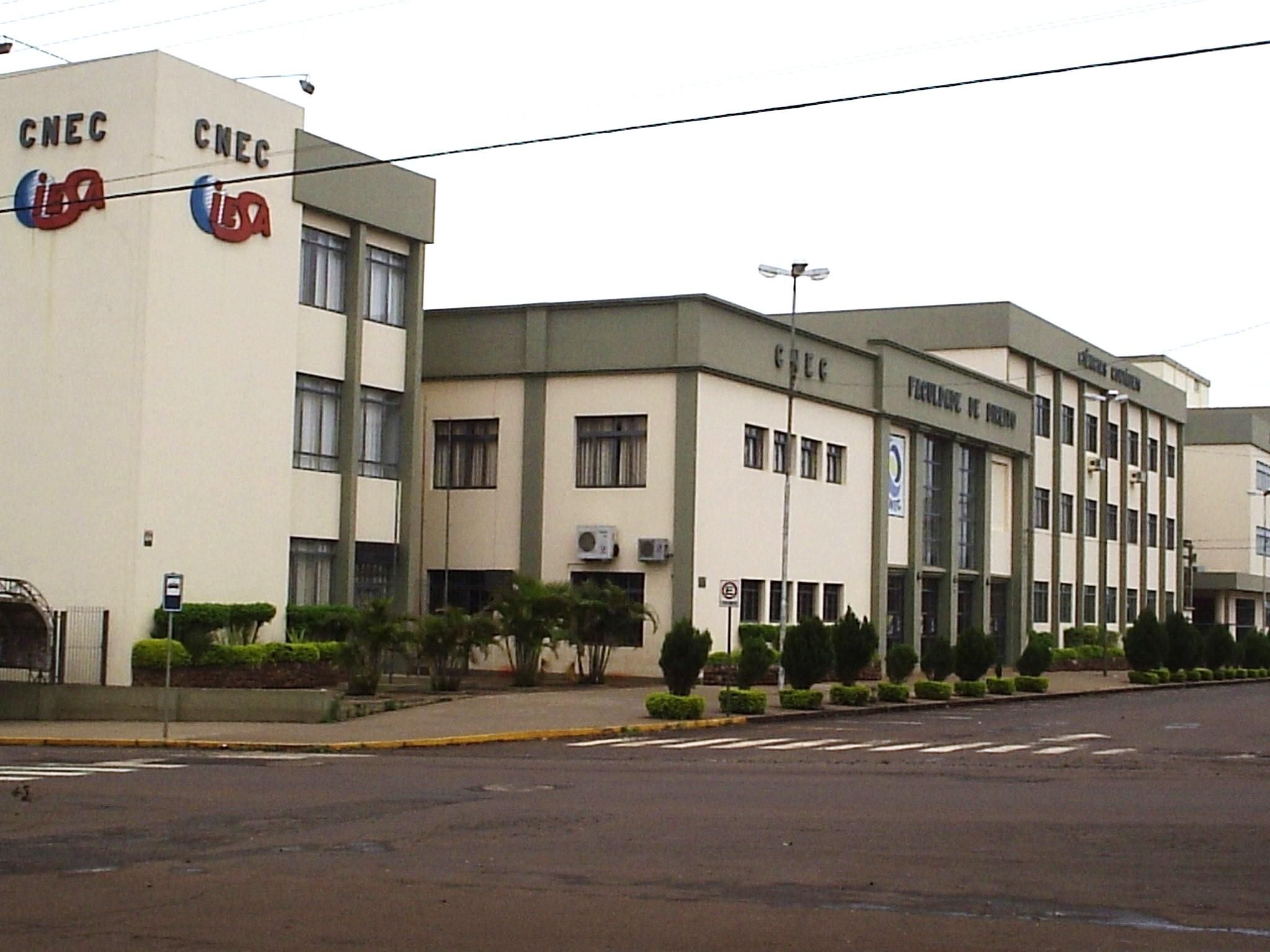
Edificações da Faculdade CNEC Santo Ângelo, reconhecida pela excelência no curso de Direito.

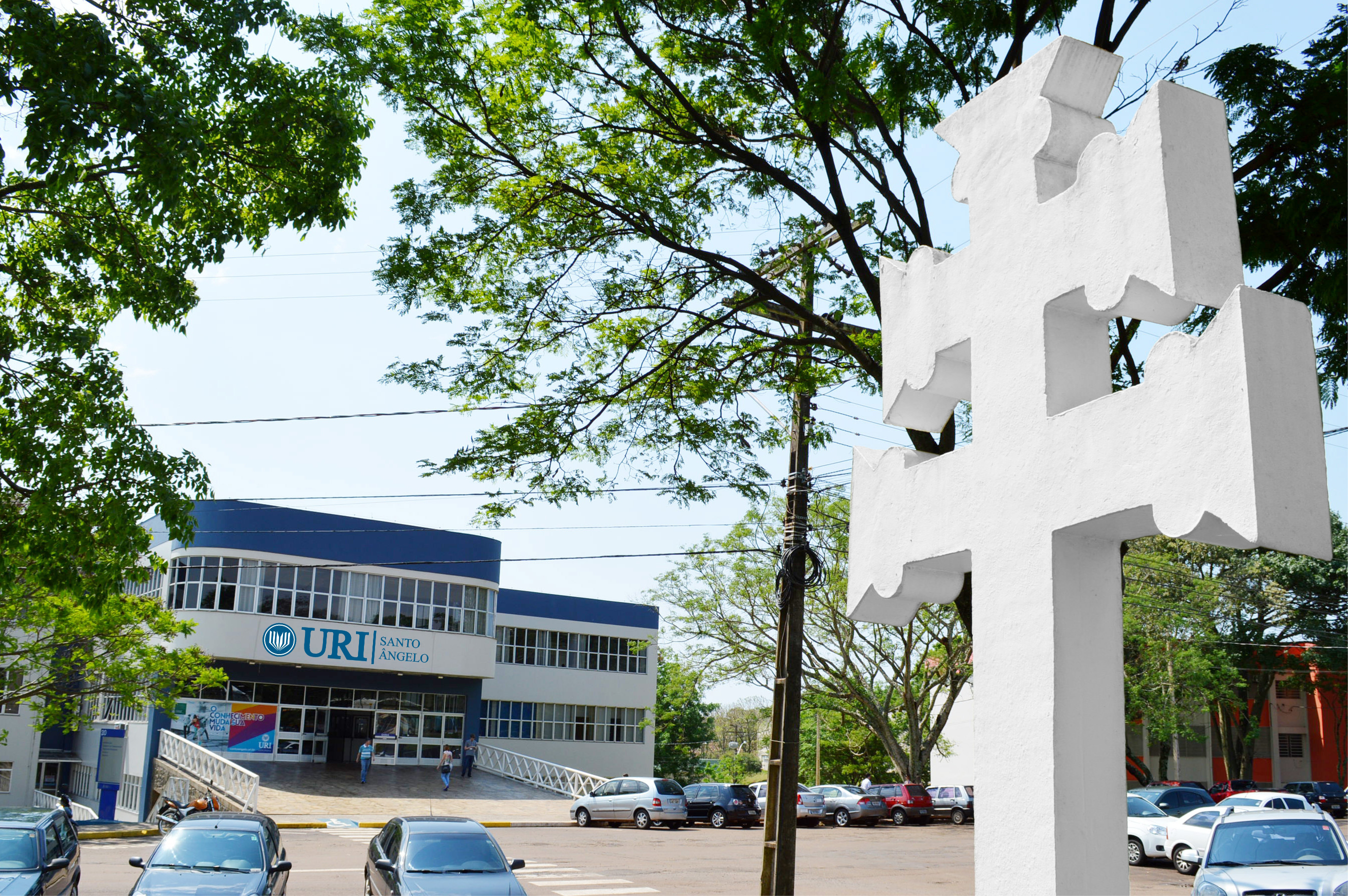
Universidade Regional Integrada - Campus Santo Ângelo

Santo Ângelo é reconhecido como um polo educacional regional, tendo vários cursos disponíveis para os estudantes. Hoje conta com várias instituições de ensino superior :
- Universidade Regional Integrada do Alto Uruguai e das Missões (URI), campus de Santo Ângelo;
- Faculdade CNEC Santo Ângelo;
- Faculdade Santo Ângelo (FASA);
- Instituto Federal Farroupilha, campus Santo Ângelo;
- Uníntese;
Além das instituições acima, temos vários pólos de Cursos EAD das mais diversas faculdades e universidades.
Estudam 6.088 acadêmicos em Santo Ângelo, oriundos do município e de várias cidades vizinhas.

## Transportes e comunicações

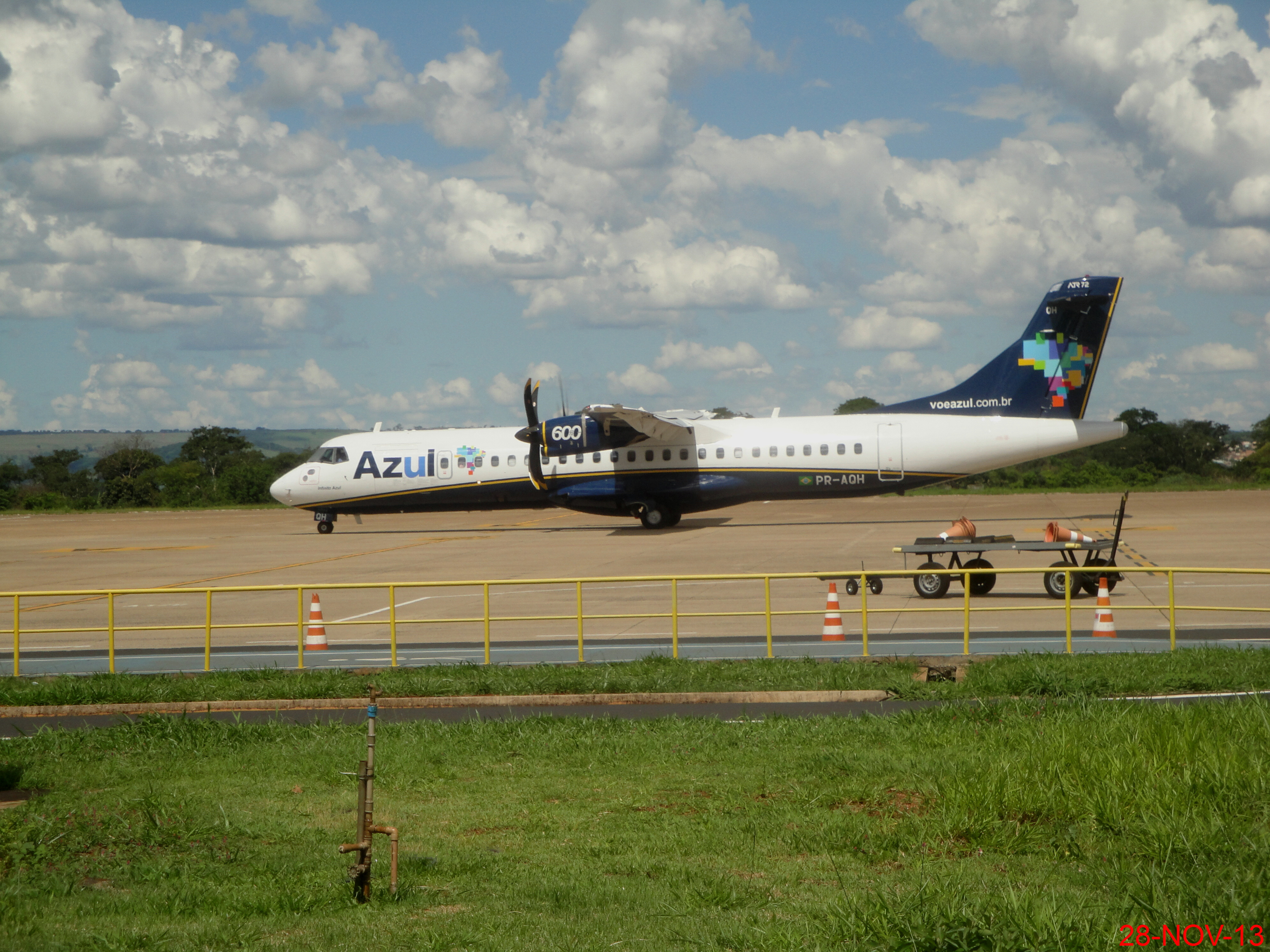
Aeronave ATR 72 da Azul Linhas Aéreas que opera a ligação de Santo Ângelo e Porto Alegre diariamente.

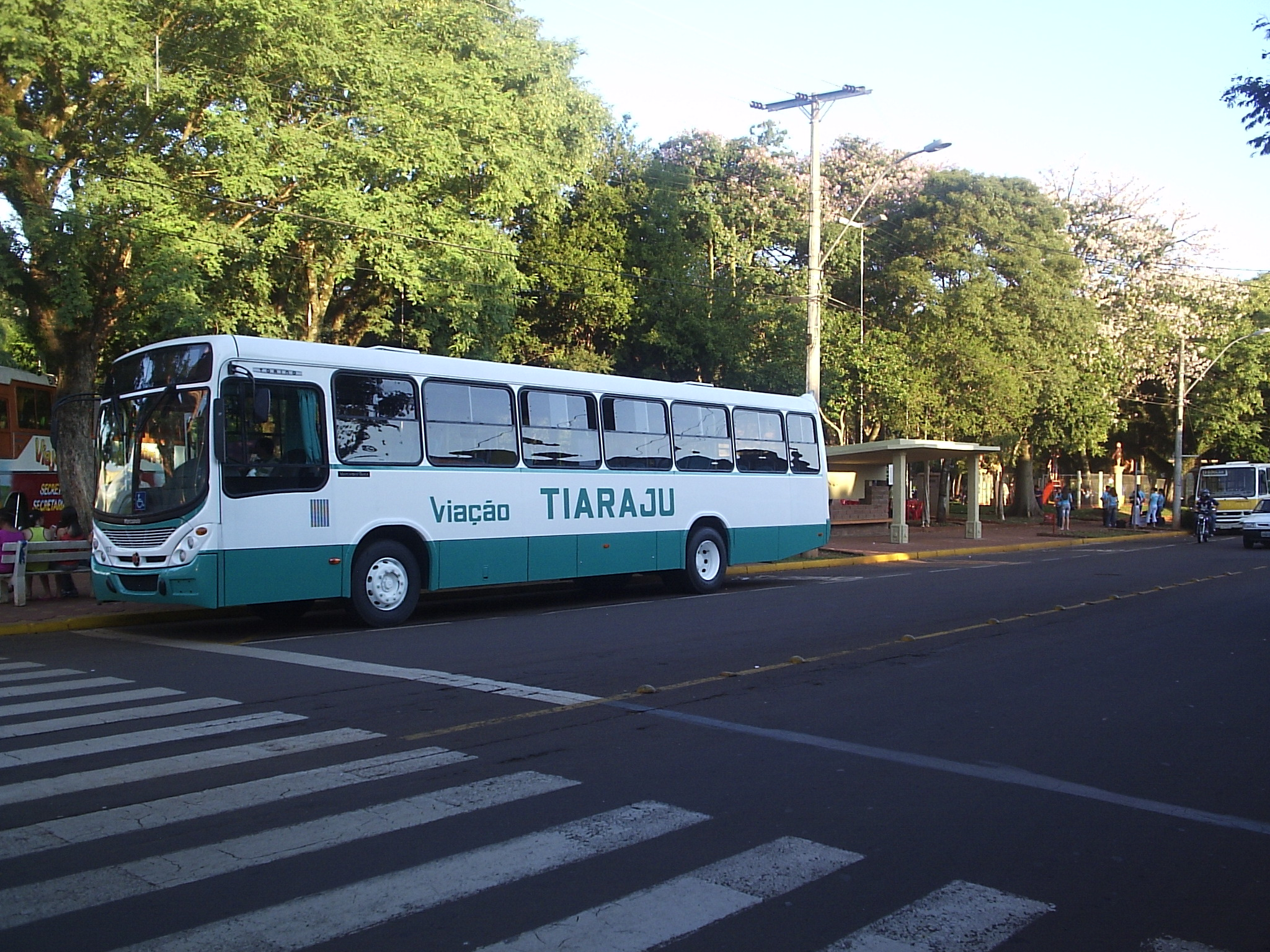
Ônibus da Viação Tiarajú que faz o transporte urbano na cidade de Santo Ângelo.

O transporte coletivo urbano é feito pela Viação Tiaraju. As principais linhas de ônibus são Aliança-Casarotto e Pippi-Rodoviária. Em 2008 foram adquiridos os dois primeiros ônibus coletivos com acesso para deficientes físicos. Atualmente, sete ônibus da empresa possuem esta funcionalidade.
O Aeroporto de Santo Ângelo-Sepé Tiaraju, o principal da região, disponibiliza voos para Porto Alegre através da Azul Linhas Aéreas Brasileiras e no mês de Julho/2022 obteve autorização da ANAC para operação com aeronaves Boeing 737.
No dia 18 de Outubro de 2022, começou a operar nas terças, quinta e sábados, conectando o Aeroporto de Santo Ângelo com São Paulo, no aeroporto de Guarulhos.

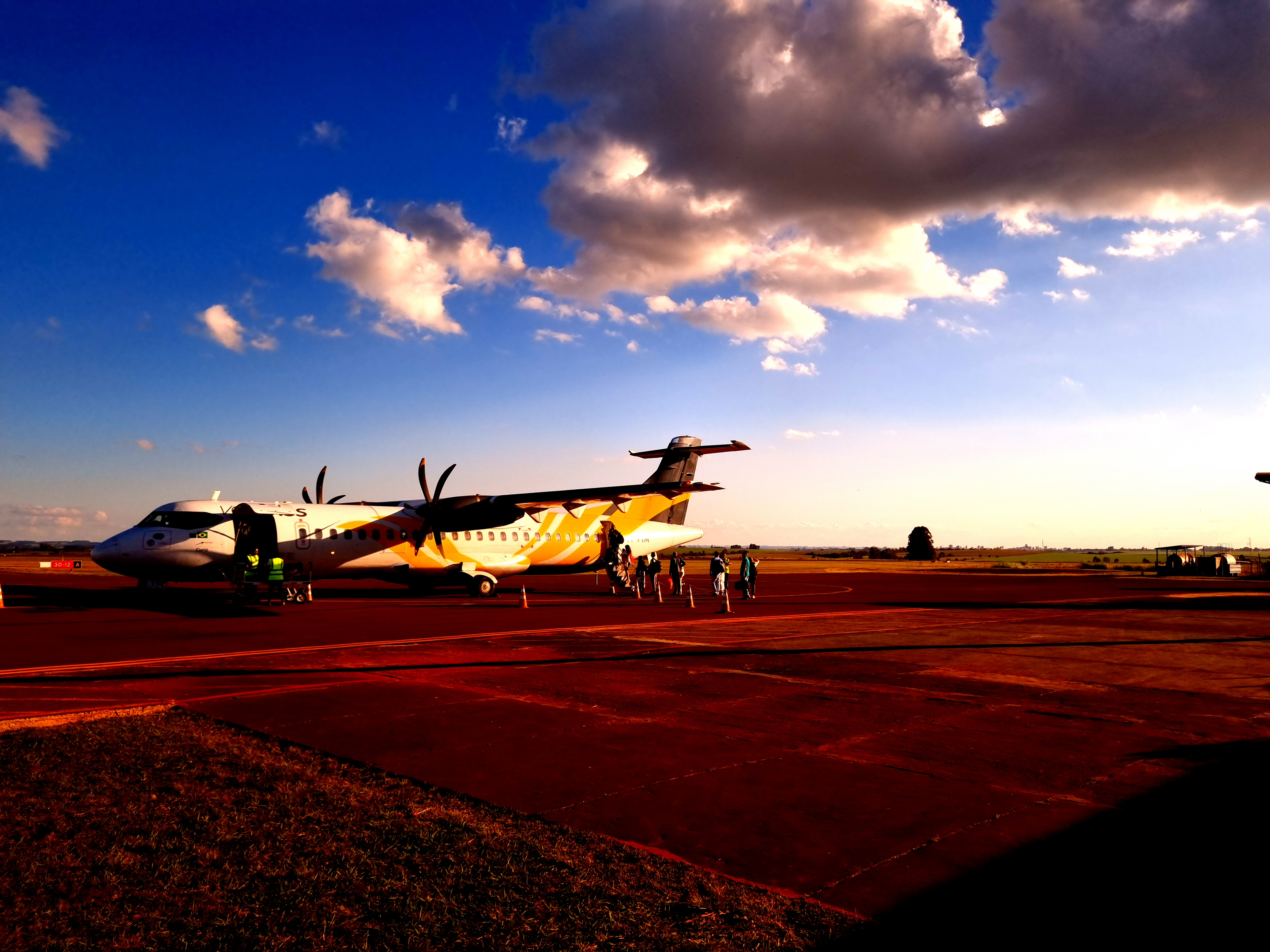
Aeronave ATR72 da Voopass no voo inaugural, ligando Santo Ângelo à Porto Alegre

Já no dia 1 de Junho de 2023, iniciou mais uma operação de voos ligando Santo Ângelo à Capital do Rio Grande do Sul, por meio da VoePass, com codeshare da Latam. Estes voos são terça, quinta e sábados. Confira os voos no site da Latam.

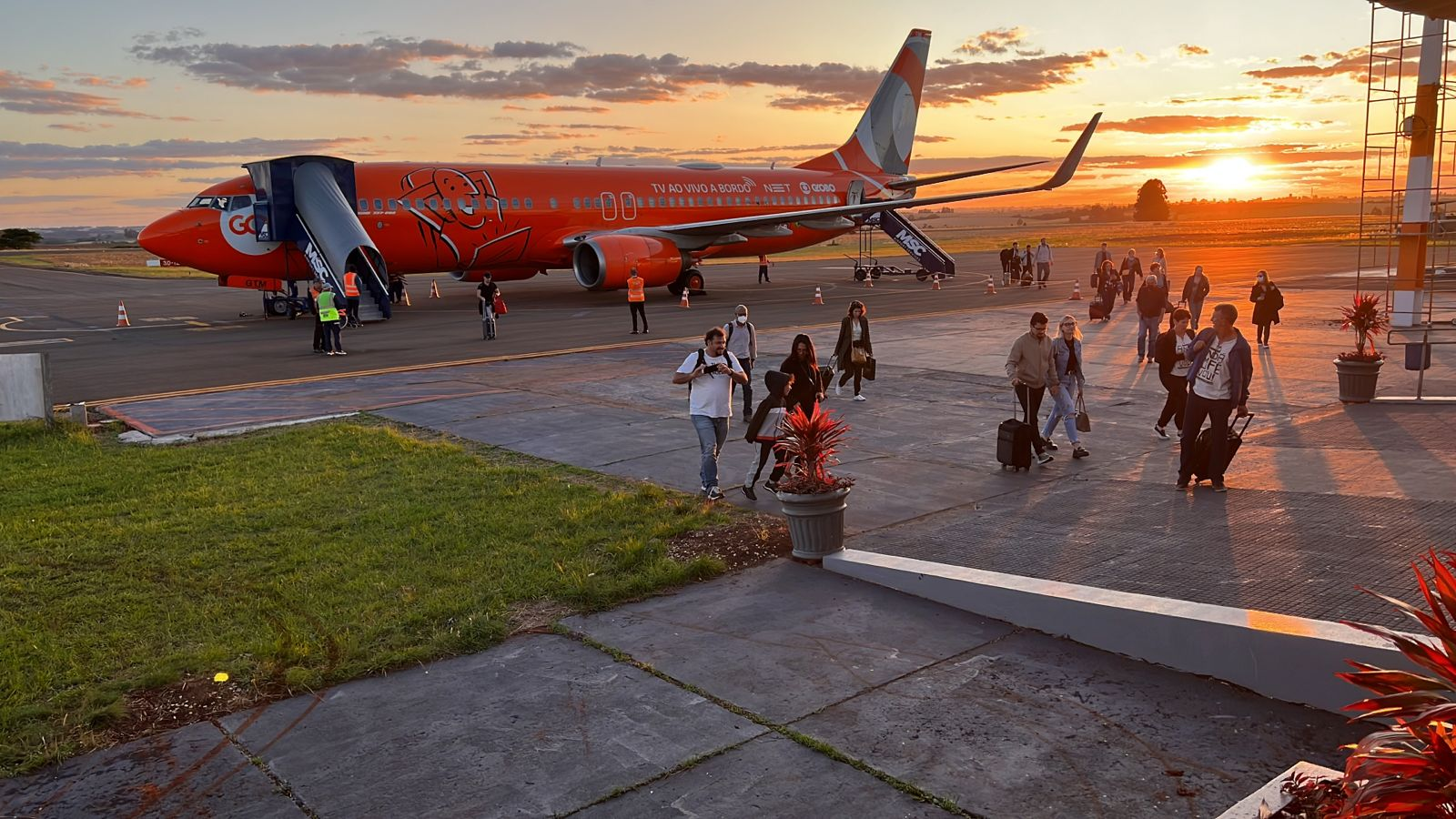
Aeronave 737-800 da Gol Linhas Aéreas, com operação ligando Santo Ângelo ao Aeroporto de Guarulhos em São Paulo

O município pode ser acessado pelas rodovias ERS-218 (Catuípe e Ijuí) e ERS-344, que por sua vez interliga-se com a BR-285 (principal via de acesso à capital do estado), BR-392 (Porto Xavier, na fronteira com a Argentina) e BR-472 (Santa Rosa para o Médio e Alto Uruguai). Outra importante via de acesso, a Perimetral Norte, foi construída na zona norte da cidade.
As principais vias urbanas são as seguintes: Avenida Brasil, Avenida Venâncio Aires, Avenida Getúlio Vargas, Avenida Salgado Filho, Avenida Rio Grande Do Sul, Avenida Sagrada Família, Avenida Ipiranga, Rua Marechal Floriano, Rua Marquês do Herval e Rua Quinze de Novembro.
No modal ferroviário o município é cortado por dois ramais: o ramal Cruz Alta–Santa Rosa e o ramal Santiago–Santo Ângelo. Poucos vagões fazem o transporte de produtos agrícolas para o porto de Rio Grande. O ramal de Santiago inclusive está desativado.

## Filhos notórios
- Ver Santo-angelenses biografados na Wikipédia